# Liparetrus obscurior
Liparetrus obscurior är en skalbaggsart som beskrevs av Lea 1917. Liparetrus obscurior ingår i släktet Liparetrus och familjen Melolonthidae. Inga underarter finns listade i Catalogue of Life.